# 蟠蛺蝶屬
蟠蛺蝶屬（學名：Pantoporia）是線蛺蝶亞科裡的一個屬。小型蝴蝶，分佈於東洋界。物種與蠟蛺蝶屬相似。翅膀以黑色和橙色為主。
分子系統發生學研究指出此屬不是單系群，需要進一步研究以整合分類。

## 物種
- 安蟠蛺蝶 （Pantoporia antara） (Moore, 1858)
- 婀蟠蛺蝶 （Pantoporia assamica） Moore, 1881
- 華麗蟠蛺蝶 （Pantoporia aurelia） (Staudinger, 1886)
- 苾蟠蛺蝶 （Pantoporia bieti） (Oberthür, 1894)
- 擬蟠蛺蝶 （Pantoporia consimilis） (Boisduval, 1832)
- 溪蟠蛺蝶 （Pantoporia cyrilla） Felder & Felder, 1863
- 達蟠蛺蝶 （Pantoporia dama） (Moore, 1858)
- 頂蟠蛺蝶 （Pantoporia dindinga） (Butler, 1879)
- 艾蟠蛺蝶 （Pantoporia epira） Felder & Felder, 1863
- 金蟠蛺蝶 （Pantoporia hordonia） (Stoll, 1790)
- 鼠蟠蛺蝶 （Pantoporia mysia） Felder & Felder, 1860
- 鷂蟠蛺蝶 （Pantoporia paraka） (Butler, 1879)
- 山蟠蛺蝶 （Pantoporia sandaka） (Butler, 1892)
- 脈蟠蛺蝶 （Pantoporia venilia） (Linnaeus, 1758)